# Терренс Котен
Терренс Девін Котен (англ. Terrance Davin Cauthen; нар. 14 травня 1976, Трентон, Нью-Джерсі) — американський професійний боксер, бронзовий призер Олімпійських ігор.

## Аматорська кар'єра
1995 року Терренс Котен став чемпіоном США серед аматорів і ввійшов до складу олімпійської збірної.
На Олімпійських іграх 1996 він став бронзовим призером.
- В 1/16 фіналу переміг Мухаммадкадира Абдуллаєва (Узбекистан) — 18-6;
- В 1/8 фіналу переміг Тюменцецегійна Юйтумена (Монголія) — 10-9;
- В чвертьфіналі переміг Понгсіта Вангвісета (Філіппіни) — 14-10;
- В півфіналі програв Тончо Тончеву (Болгарія) — 12-15.

## Професіональна кар'єра
Відразу після Олімпіади Котен перейшов у професіонали.
Маючи серію з 15 перемог поспіль, 6 серпня 1999 вийшов на бій за звання чемпіона Північноамериканської боксерської асоціації в легкій вазі і зазнав першої поразки, програвши співвітчизнику Тедді Ріду.
6 вересня 2002 року завоював звання чемпіона Північноамериканської боксерської федерації в першій напівсередній вазі, а 2 січня 2003 року додав титул чемпіона Північноамериканської боксерської асоціації.
Надалі піднявся в напівсередню вагу і здобув одну перемогу та зазнав двох поразок.
26 серпня 2005 року дебютував в першій середній вазі. 3 червня 2006 року в бою проти Нурхана Сулейман-огли (Туреччина) завоював звання чемпіона світу за версією International Boxing Union в першій середній вазі.
11 жовтня 2006 року завоював звання чемпіона за версією Боксерської асоціації Сполучених Штатів в першій середній вазі.
Надалі у Котена вдалі виступи чергувалися з поразками, і 2012 року він завершив виступи.